# キイロウタムシクイ

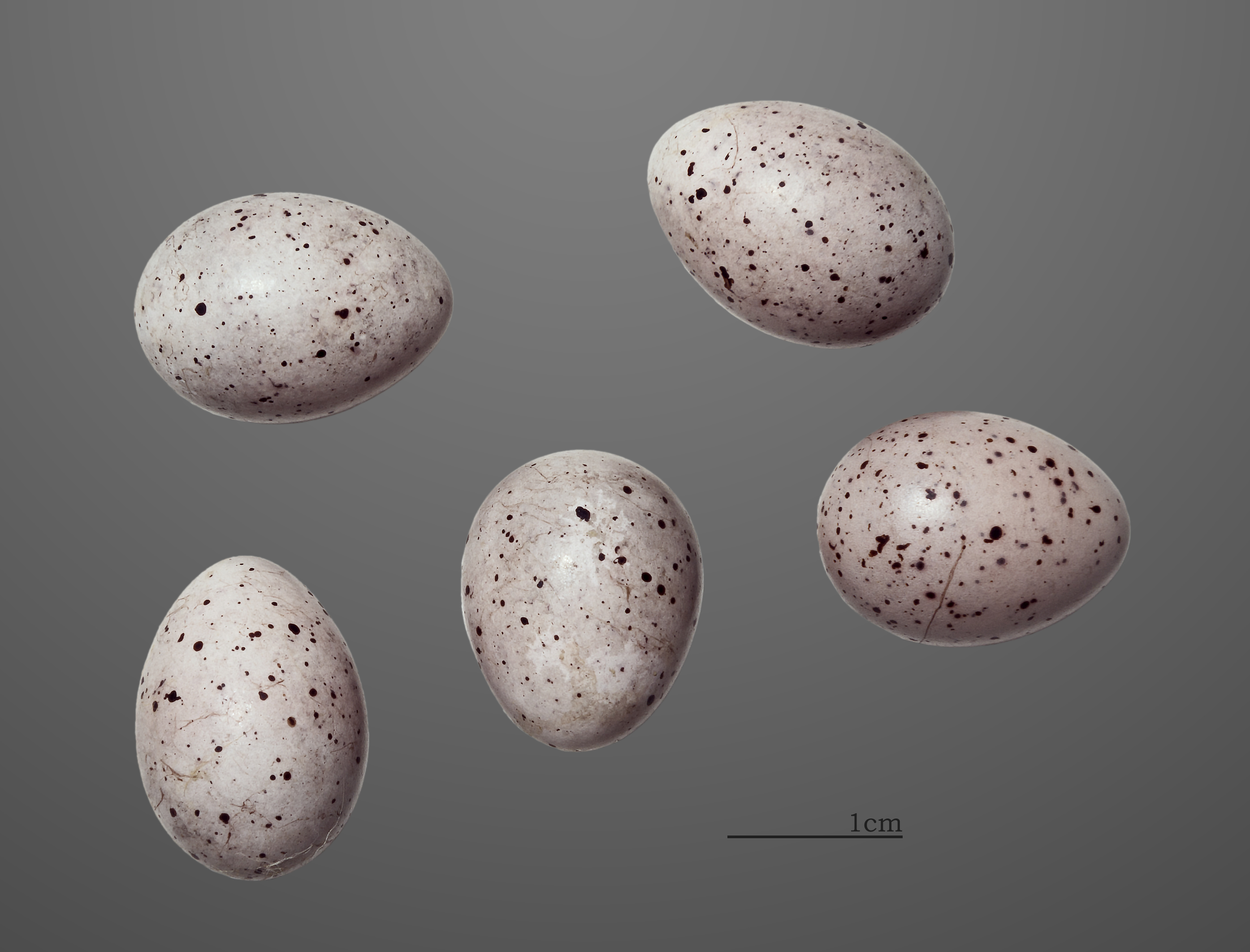
Hippolais icterina

キイロウタムシクイ（Hippolais icterina、黄色歌虫喰）は、ヨシキリ科に属する鳥類の一種。
エチオピア区及び旧北区西部に生息する。

## 画像
左がキイロウタムシクイ。（上はヤナギムシクイ、下はメボソムシクイ）